# Joseph Karth

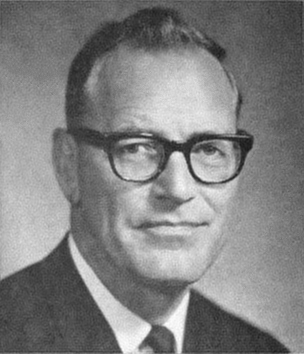
Joseph Karth (1971)

Joseph Edward Karth (* 26. August 1922 in New Brighton, Minnesota; † 29. Mai 2005 in Scottsdale, Arizona) war ein US-amerikanischer Politiker. Zwischen 1959 und 1977 vertrat er den Bundesstaat Minnesota im US-Repräsentantenhaus.

## Werdegang
Joseph Karth besuchte die öffentlichen Schulen seiner Heimat und danach die University of Nebraska, an der er das Ingenieurwesen studierte. Während des Zweiten Weltkrieges unterbrach er sein Studium, um als Soldat der US Army zu dienen. Dabei war er auf dem europäischen Kriegsschauplatz eingesetzt. Nach dem Krieg war er bei der Minnesota Mining & Manufacturing Company angestellt. Von 1947 bis 1958 war er internationaler Vertreter der Gewerkschaft AFL-CIO.
Politisch wurde Karth Mitglied der Democratic-Farmer-Labor Party, wie sich die Demokratische Partei in Minnesota seit 1944 nach einer Fusion mit der Farmer Labor-Party nennt. Von 1950 bis 1958 war er Abgeordneter im Repräsentantenhaus von Minnesota. Bei den Kongresswahlen des Jahres 1958 wurde er im vierten Wahlbezirk von Minnesota in das US-Repräsentantenhaus in Washington, D.C. gewählt, wo er am 3. Januar 1959 die Nachfolge des in den Senat gewechselten Eugene McCarthy antrat. Nach acht Wiederwahlen konnte er bis zum 3. Januar 1977 neun zusammenhängende Legislaturperioden im Kongress absolvieren. In diese Zeit fielen unter anderem die Bürgerrechtsbewegung, der Vietnamkrieg und die Watergate-Affäre. Außerdem wurden damals der 22., der 23., der 24., der 25. und der 26. Verfassungszusatz verabschiedet.
Im Jahr 1976 verzichtete Joseph Karth auf eine erneute Kandidatur. Nach dem Ende seiner Zeit im US-Repräsentantenhaus gründete er eine Beraterfirma. Er starb am 29. Mai 2005 in Scottsdale.